# 水沼駅
水沼駅（みずぬまえき）は、群馬県桐生市黒保根町水沼にあるわたらせ渓谷鐵道わたらせ渓谷線の駅。駅番号はWK08。

## 歴史
桐生市黒保根地区の中心駅や温泉のある駅として観光名所にもなっているほか、赤城山観光の東側の玄関口として位置付けられている。昭和30年代には、赤城山頂付近に赤城登山鉄道のケーブルカーが開業しアクセス駅ともなった。

### 年表
- 1912年（大正元年）9月5日：足尾鐵道水沼停車場として開業[2]。
- 1918年（大正7年）6月1日：足尾鐵道解散。国鉄足尾線水沼駅となる。
- 1970年（昭和45年）10月1日：貨物及び荷物扱い廃止[2]。
- 1987年（昭和62年）4月1日：国鉄分割民営化により、東日本旅客鉄道足尾線水沼駅となる[2]。
- 1989年（平成元年）
  - 3月29日：わたらせ渓谷鐵道に移管され、わたらせ渓谷線の水沼駅となる[2]。同時に無人化。
  - 12月24日：構内に温泉施設「せせらぎの湯」がオープン
- 1997年（平成9年）：「関東の駅百選」に選定される。選定理由は「関東唯一の緑に囲まれた天然温泉付き（露天風呂）の駅」。
- 2008年（平成20年）12月29日：「せせらぎの湯」休館となる。
- 2009年（平成21年）4月26日：「せせらぎの湯」営業再開。
- 2023年（令和5年）7月31日：「せせらぎの湯」再び休館。
- 2025年（令和7年）4月17日：「せせらぎの湯」を「駅の天然温泉　水沼の湯」に改称の上営業再開。

## 駅構造

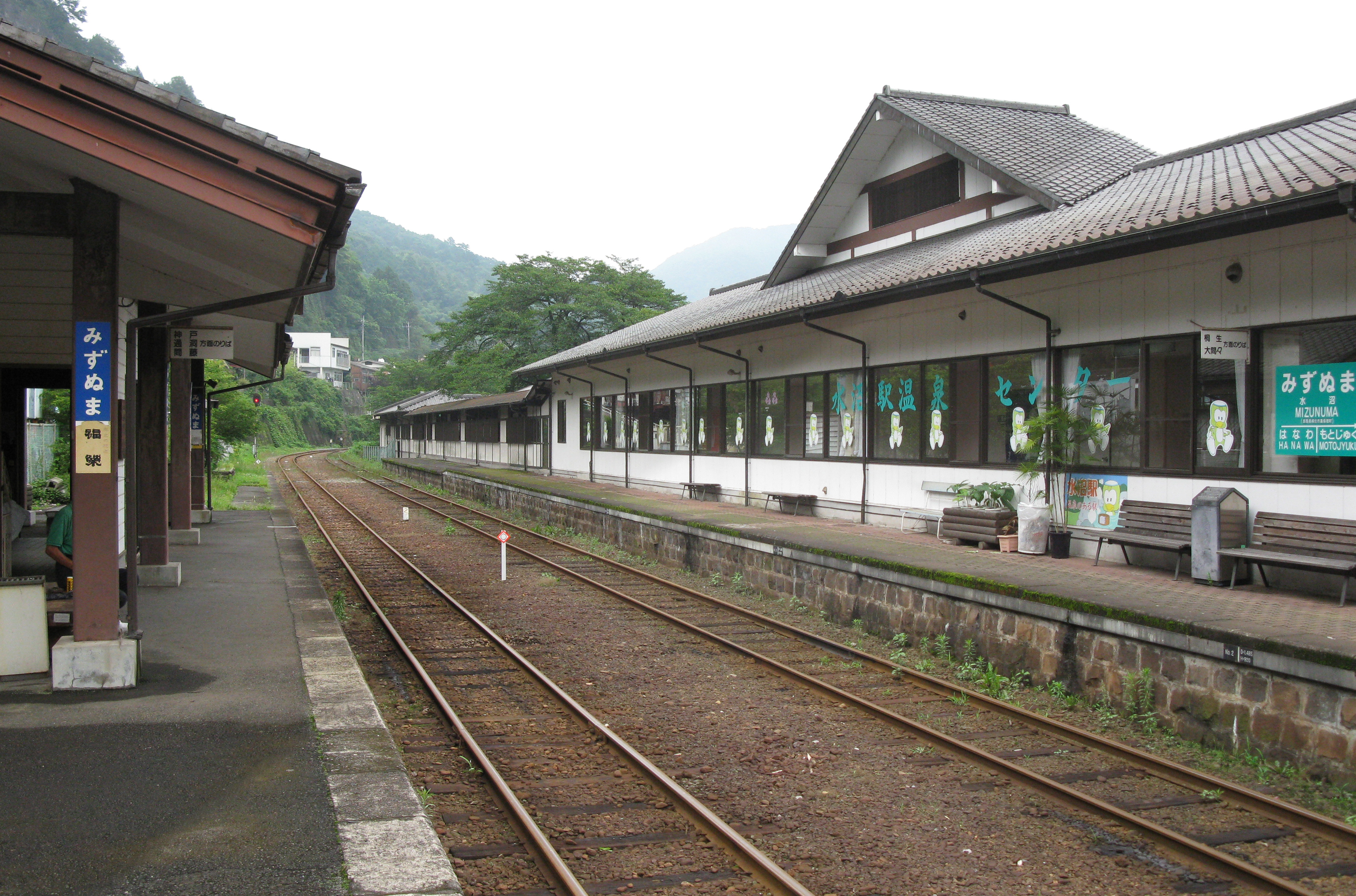
ホーム

相対式ホーム2面2線を有する地上駅。無人駅である。

### のりば
| 番線   | 路線            | 方向 | 行先                 |
| ------ | --------------- | ---- | -------------------- |
| 駅舎側 | ■わたらせ渓谷線 | 下り | 神戸・通洞・間藤方面 |
| 温泉側 | ■わたらせ渓谷線 | 上り | 大間々・桐生方面     |

※案内上ののりば番号は割り当てられていない。
備考
- 現在のダイヤでは当駅折返しの列車はないが、臨時列車などの当駅止まりの列車が折返すための入換信号機が、足尾側に設置されている。

### 水沼駅温泉センター

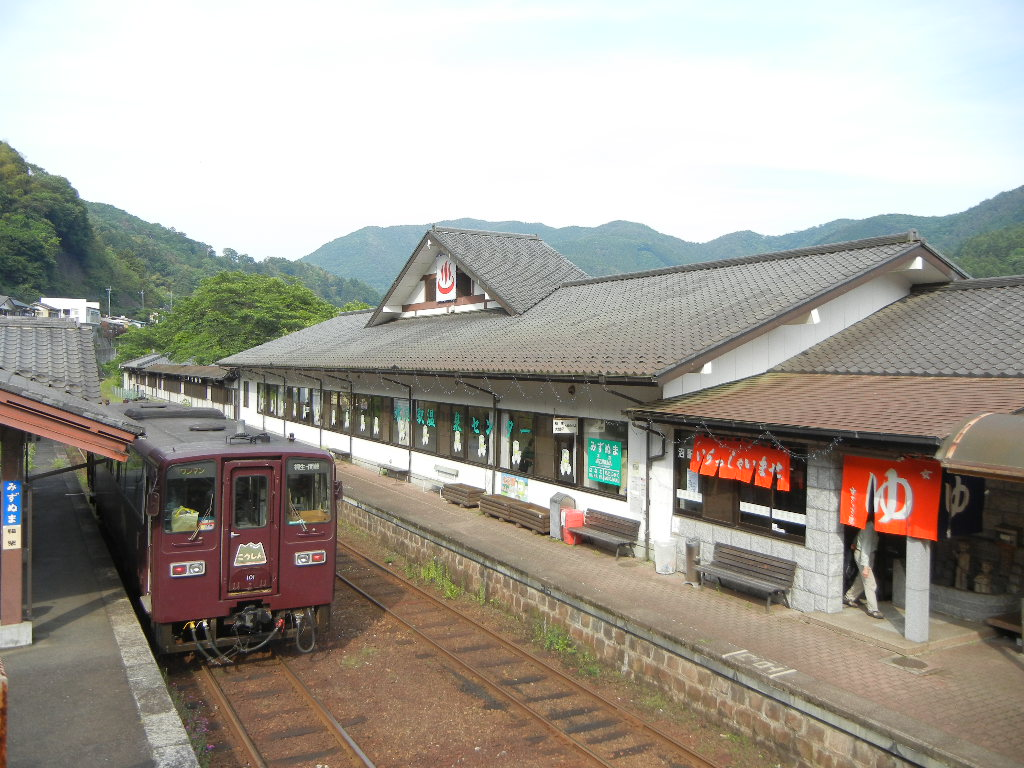
水沼駅温泉センター（2011年）

上りホームに併設されている温泉施設。2008年12月29日に一度休館となったが、引受先が見つかったため2009年4月26日に営業を再開した。しかしその引受先の企業が事業を停止したため、2023年7月31日より再度休館となった。築地銀だこで知られるホットランドが再建に名乗りを挙げており、施設改修と地域食材にこだわった郷土料理店の新設を経て「駅の天然温泉　水沼の湯」として2025年4月17日に営業を再開した。

## 利用状況
出典はいずれも桐生市統計書より。
| 乗降人員推移 | 乗降人員推移 |
| 年度         | 1日平均人数  |
| ------------ | ------------ |
| 2009年       | 179          |
| 2010年       | 167          |
| 2011年       | 161          |
| 2012年       | 166          |
| 2013年       | 138          |
| 2014年       | 141          |
| 2015年       | 140          |
| 2016年       | 128          |
| 2017年       | 126          |
| 2018年       | 104          |
| 2019年       | 98           |
| 2020年       | 59           |
| 2021年       | 56           |

## 駅周辺
- 水沼駅温泉センター
- 桐生市役所黒保根支所（旧・黒保根村役場）
- 黒保根歴史民俗資料館
- 黒保根社会体育館
- 黒保根運動公園
- 水沼製糸所跡
- 水沼郵便局
- 国道122号
- 桐生市立黒保根中学校
- 桐生市立黒保根小学校
- サウナの森 水沼ヴィレッジ - 水沼駅温泉センターの運営を引き継ぐホットランドによるリゾート施設

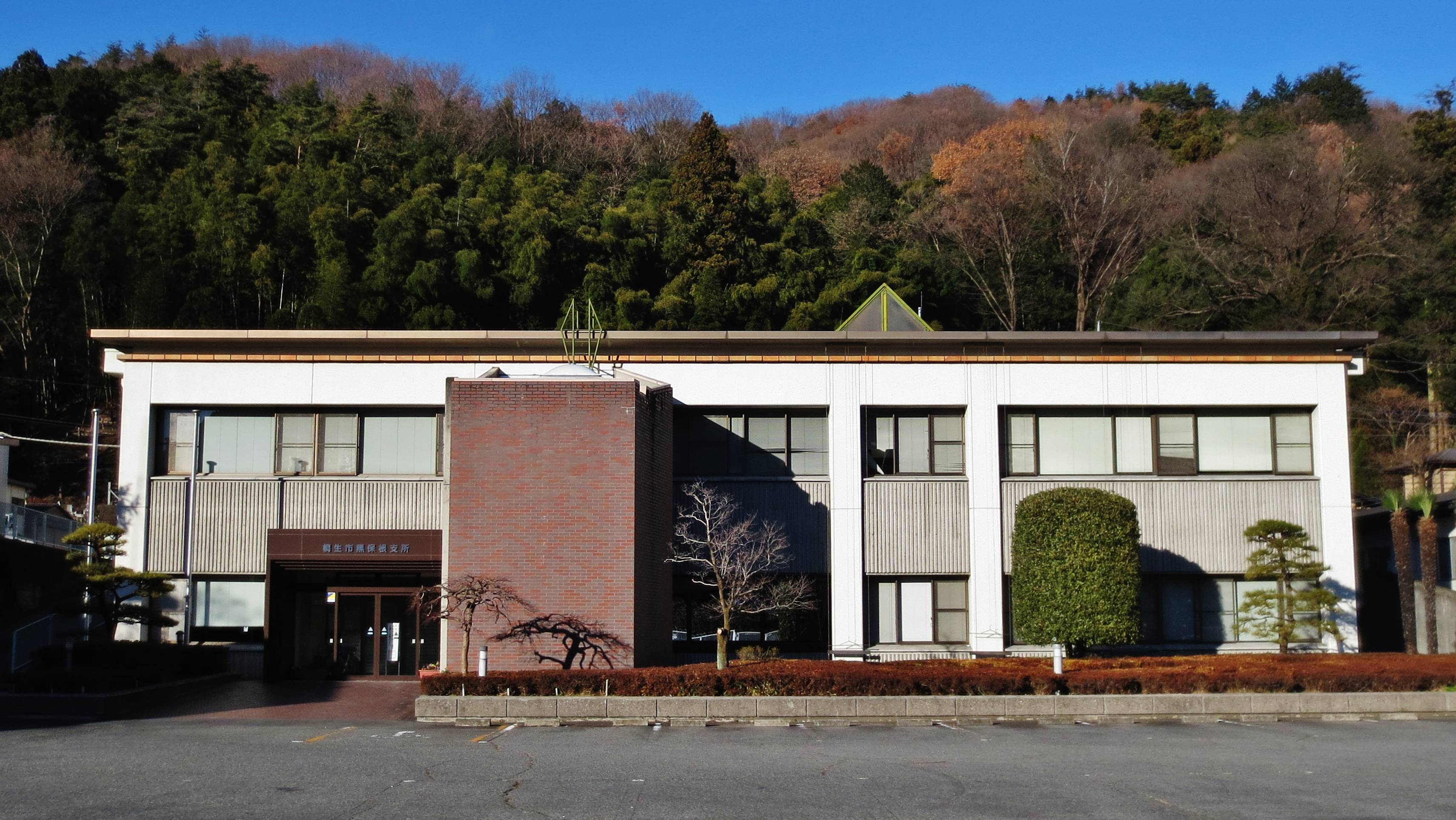
黒保根支所
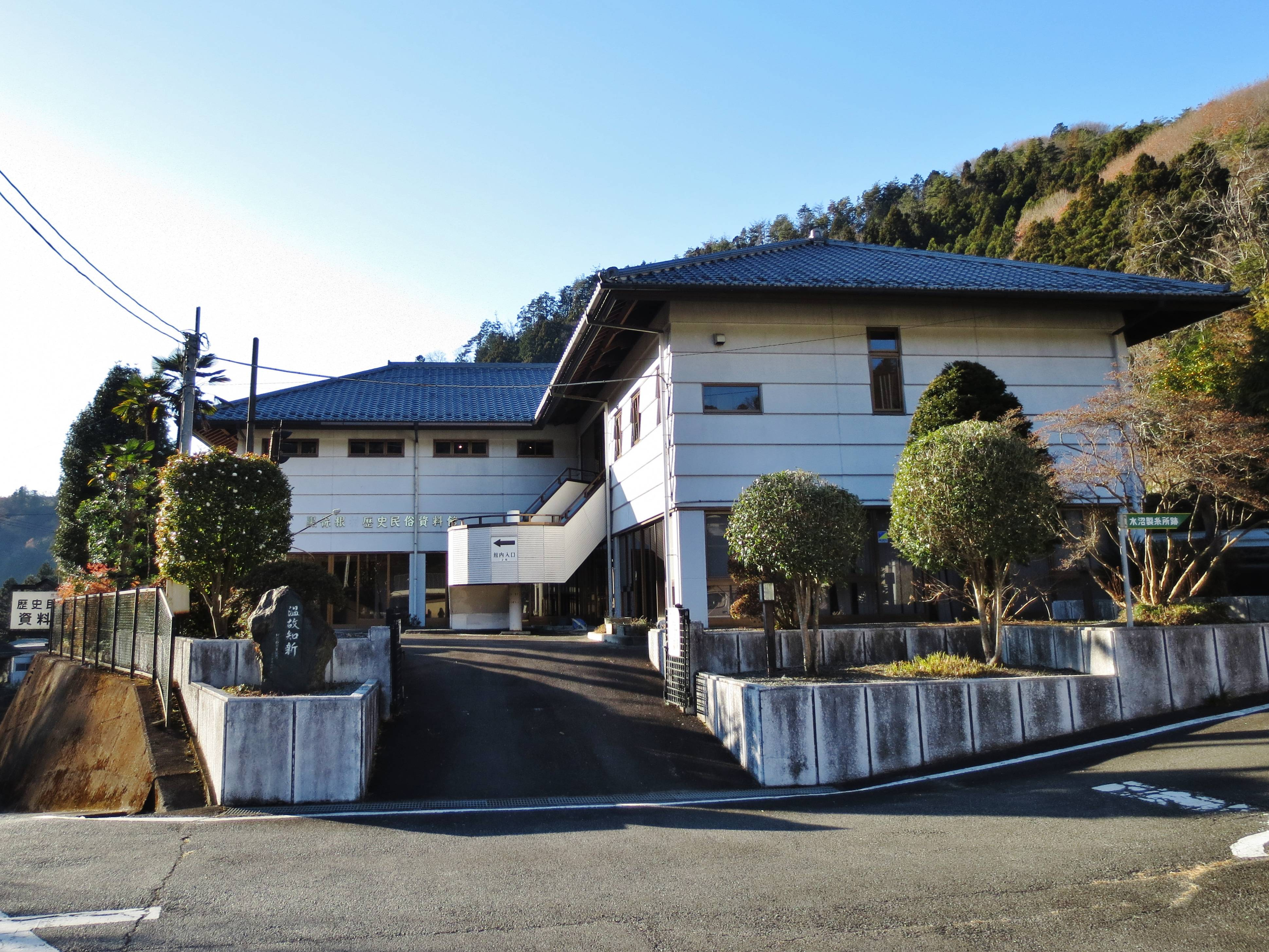
黒保根歴史民俗資料館
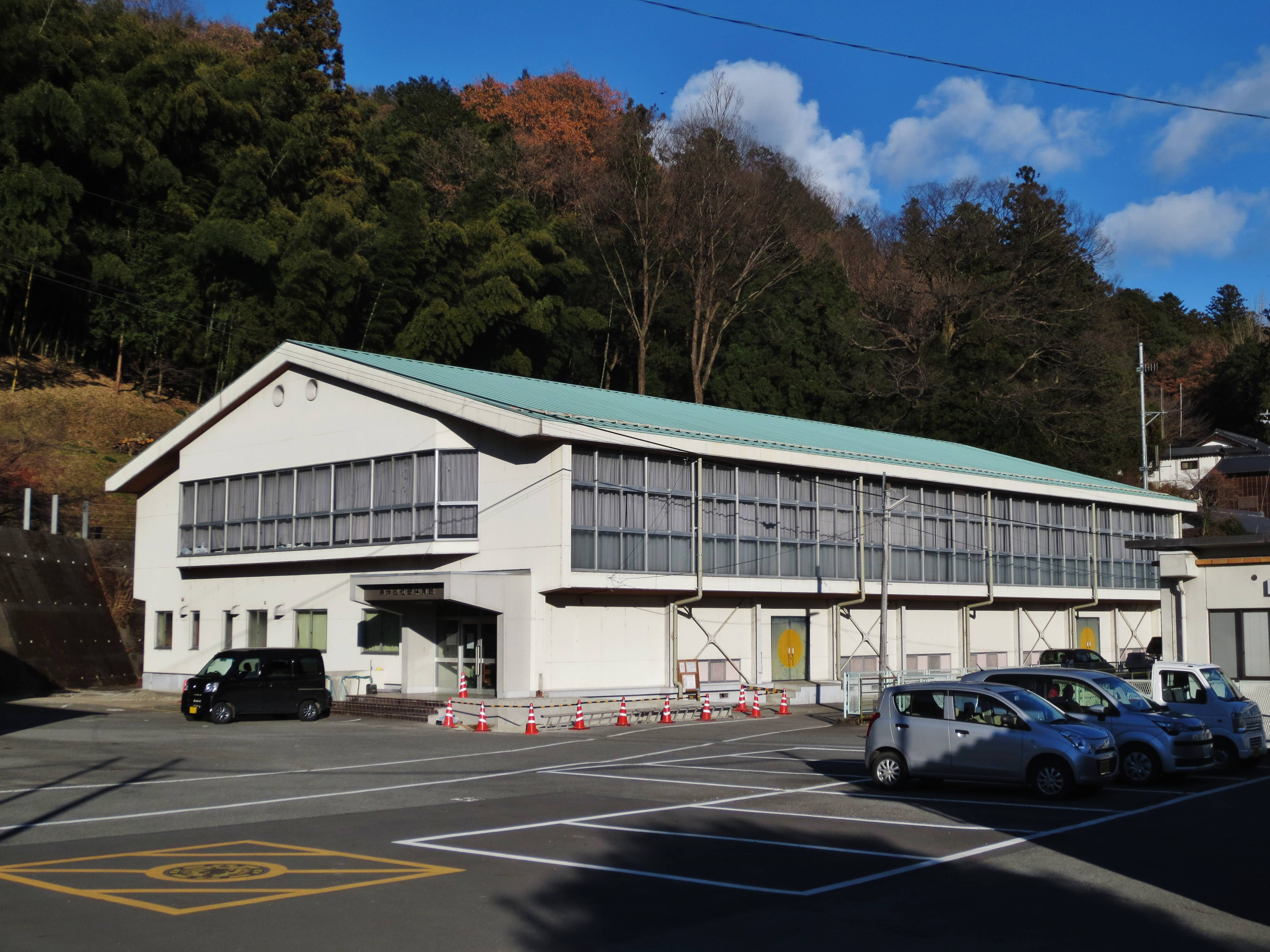
黒保根社会体育館
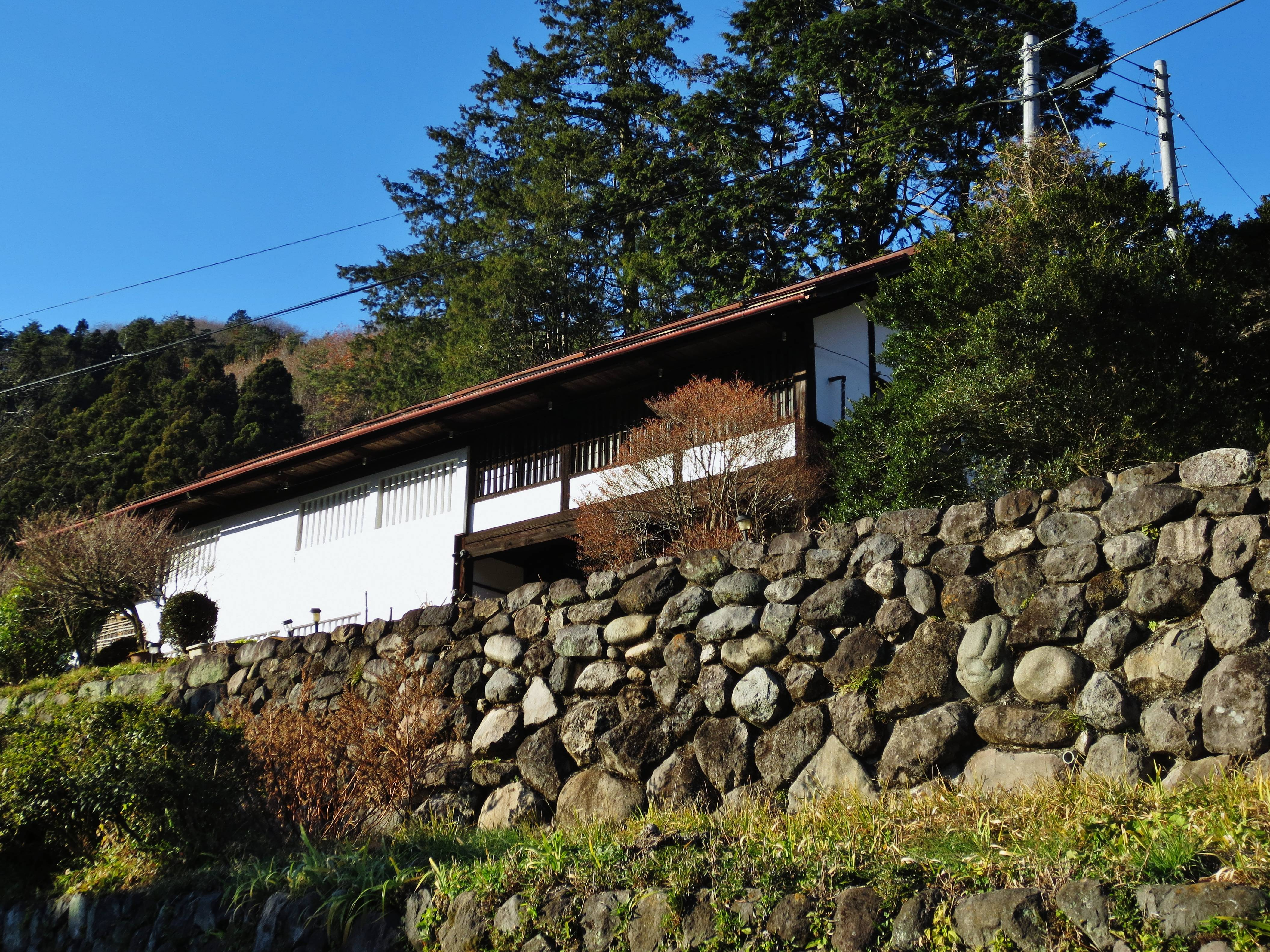
水沼製糸所跡

## その他
- 当駅では、普通乗車券所持者に限り途中下車が可能となっている（整理券では不可）[6]。

## 隣の駅
わたらせ渓谷鐵道
■わたらせ渓谷線
- トロッコ列車「トロッコわたらせ渓谷号」・「トロッコわっしー号」停車駅

本宿駅（WK07） - 水沼駅（WK08） - 花輪駅（WK09）